# 澳大利亚皇家飞行医生服务
澳大利亞皇家飛行醫生服務（英語：Royal Flying Doctor Service of Australia，非正式名稱：飛行醫生（The Flying Doctor））是一家總部位於澳大利亞的空中醫療服務機構。它是一個非營利組織，旨在為居住在澳大利亞農村、偏僻及邊遠地區等因為內陸地區遙遠而無法進入醫院或全科診所的人們提供急救和初級衛生保健服務。它是世界上最大、最全面的航空醫學組織之一。

## 發展歷史

### 内陆地区的安全保护层

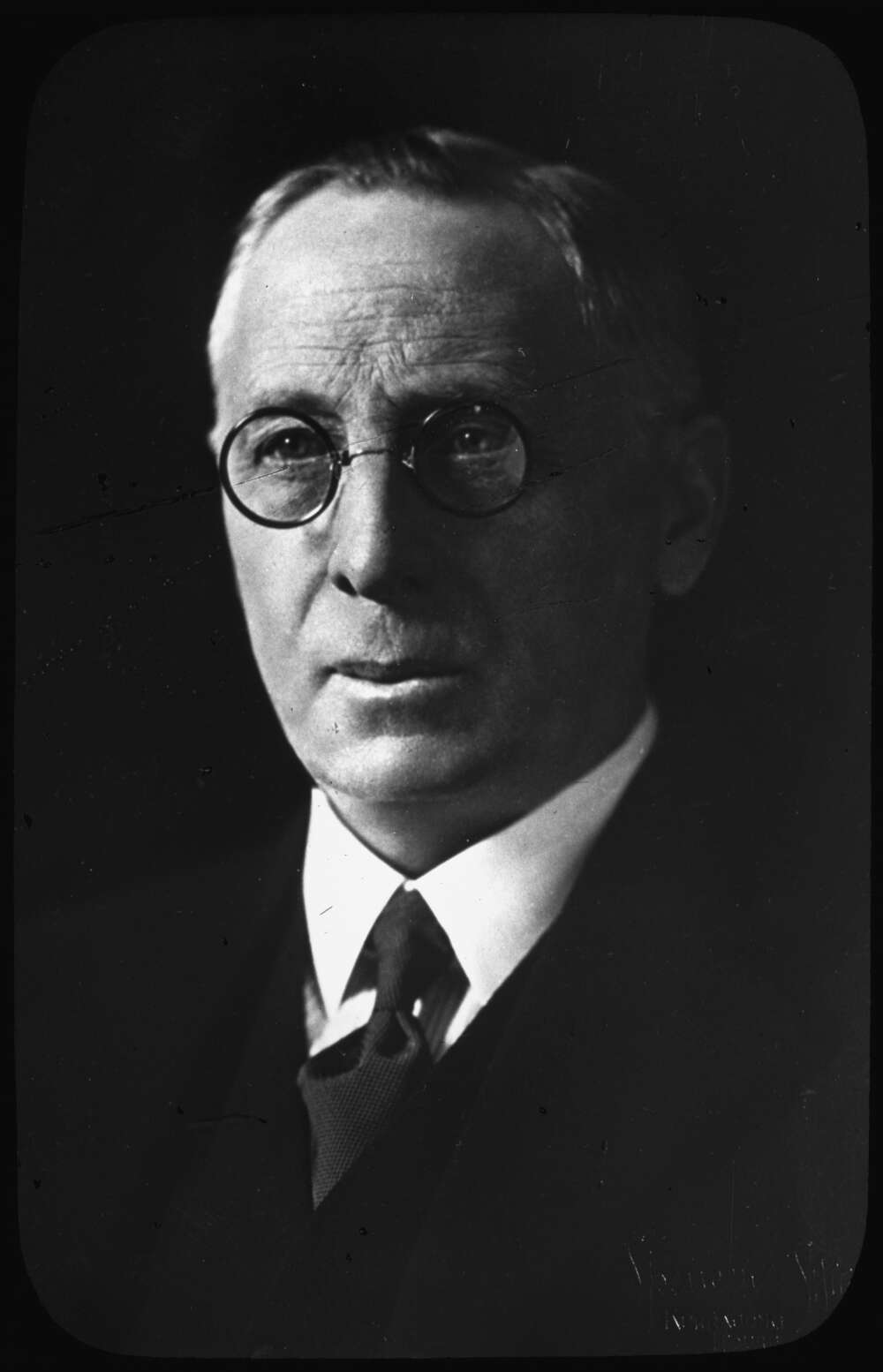
1929年的约翰·福林牧师

约翰·弗林牧师曾在维多利亚州的农村和偏远地区工作，并获得长老会的委托，研究居住在内陆的人们的需求。他在1912年向长老会提交的报告导致成立了澳大利亚内陆传教会，弗林本人被任命为其主管。在1928年，他成立了AIM航空医疗服务，在昆士兰州克隆柯里进行的为期一年的实验。这个实验后来演变成了皇家飞行医生服务。
弗林牧师的传教工作包括在丛林社区建立医院，但这并没有帮助那些住在更偏远的人。在他的公开演讲中，他经常重新讲述几位丛林居民遭遇的悲惨情况。其中之一是1917年吉米·达西（Jimmy Darcy）的命运。
达西是一名来自Ruby Plains，位于西澳大利亚州偏远牧场的牛仔。在被朋友们发现有膀胱破裂的伤势后，他被运送到最近的小镇，花了12小时抵达了距离超过30英里的Halls Creek。在那里达西遇到了邮政局长FW塔克特（FW Tuckett），他是定居点中唯一受过急救培训的人。塔克特表示对于如此严重的伤势，他无法可靠地做出任何有效的治疗，并试图通过电报联系温德姆和德比（西澳大利亚）的医生，但没有成功。他最终联系到了珀斯的一位医生。通过摩尔斯电码通讯，霍兰德医生（Dr. Holland）指导塔克特使用唯一可用的锋利工具——一把折叠刀，进行了两次相当混乱的膀胱手术。由于完全没有任何医疗设施，达西先被威士忌灌晕，然后被绑在邮局柜台上进行手术。之后霍兰德医生花了10天时间，乘船、坐T型福特汽车、马车甚至步行到达Halls Creek，结果却发现达西在前一天去世了。手术虽然成功，但这位牛仔却死于未诊断的疟疾和阑尾脓肿破裂。
弗林及其在AIM中的追随者从这样的故事中得到启发，想要开发一种沟通方式来解决偏远地区的问题，但当时并没有可行的技术。

### 飛機與無線電：兩種新技術的結合
维多利亚省的飞行员约翰·克利福德·皮尔中尉（Lieutenant John Clifford Peel）曾听过弗林的公开演讲，他在1917年被派往法国参加第一次世界大战后写信给弗林，解释了他如何看到一位传教医生使用飞机访问孤立病人的情景。弗林立即采纳了皮尔的想法，并在教会的通讯中发表了这个想法。皮尔在1918年9月在战斗中牺牲，可能甚至不知道他对一个澳大利亚标志性组织的创立产生了什么影响。
除了动力飞行，另一种新技术正在发展，可以取代复杂的电报通信方式。弗林和阿尔弗雷德·特雷格开始在1920年代中期进行无线电实验，以使偏远的前哨站能够与集中的医疗基地联系。合作的第一个成果是踏板收音机。这些设备逐渐分发到克隆库里周围的畜牧站、传教站和其他人类居所，基地有一台功率50瓦的发射机。
实验性的空中医疗服务始于1926年，1927年11月一名受伤的矿工被从Mount Isa空运到克隆库里。到了1928年，弗林已经通过筹款活动筹集到足够的资金，于5月15日开始了空中医疗的试验。它的支持者包括工业家休·维克托·麦凯、医生乔治·辛普森和澳大利亚航空的创始人之一哈德逊·费什。澳大利亚航空为这个新生组织提供了第一架飞机，被命名为“胜利号”的德哈维兰DH.50（VH-UER）。在试验的第一年里，澳大利亚航空收取每英里两先令的价格使用“胜利号”。1928年5月17日，即组织成立两天后，第一次正式飞行由亞瑟·阿弗萊克驾驶的飞机从克隆库里起飞，飞往昆士兰州中部的Julia Creek，飞机抵达后有超过100人在飞机跑道上迎接了它。

## 近況概要
目前RFDS由7个拥有独立董事会、管理层和财政运营和的法人组成。
截至2023年3月，整个拥有81架型号各异的飞机，其中大多数飞机可以容纳5名乘客或2副担架。机队包括
35架皮拉图斯PC-12
17架比奇B200
13架比奇B200C
10架比奇B300C
4架皮拉图斯PC-24
2架欧直EC145直升机

## 知名人物
與澳大利亞皇家飛行醫生服務相關的知名人士包括：
- 亞瑟·阿弗萊克（英语：Arthur Affleck）：首位飛行員[8]

- 瑪麗·巴舍爾：前新南威爾士州州督，官方贊助人[9]

- 克萊德·芬頓（英语：Clyde Fenton）：北領地的首位醫生，同時也是飛行員

- 約翰·弗林（英语：John Flynn (minister)）：創始人[10]

- 威利·吉布斯（英语：Wylie Gibbs）：醫生

- 麥克阿瑟·喬佈（英语：Macarthur Job）：飛行員

- 約翰·格里佛·伍茲（英语：John Grieve Woods）：醫生

## 表彰嘉獎
- 位於伯茲維爾的第一（英语：Royal Hotel, Birdsville）和第二澳大利亞內陸使命醫院（英语：Australian Inland Mission Hospital, Birdsville）被列入昆士蘭州遺產目錄（英语：Queensland Heritage Register）。[11][12]

- 作為Q150（英语：Q150）慶典活動的一部分，澳大利亞皇家飛行醫生服務中心因其標誌性的“創新和發明”作用而入選“昆士蘭州Q150標誌（英语：List of Queensland's Q150 Icons）”。[13]

- 2011年，澳大利亞皇家飛行醫生服務中心（昆士蘭分部）入選昆士蘭商業領袖名人堂（英语：Queensland Business Leaders Hall of Fame），以表彰其對澳大利亞農村健康和農村社區建設的貢獻。[14]

### 腳註
1. ↑  Simpson, George. . Medical Journal of Australia. 1927-11-12, 2 (20): 697–700. doi:10.5694/j.1326-5377.1927.tb142869.x.
2. ↑  Vickers, Allan. . British Medical Journal. 1936-02-01, (Suppl): 47–50.
3. ↑  全名为 Frederick William Tucket，https://www.wikitree.com/wiki/Tuckett-104 （页面存档备份，存于）
4. ↑  Smith, Neil. . 3 Squadron, Australian Flying Corps and Royal Australian Air Force.   [2014-06-27]. （原始内容存档于2014-08-20）.
5. ↑  . The Brisbane Courier. 1927-11-02: 11. （原始内容存档于2017-08-08）.
6. ↑  详细资料：https://www.eoas.info/biogs/P004724b.htm （页面存档备份，存于）
7. 1 2  . flyingdoctor.org.au.   [2013-01-09]. （原始内容存档于2013-01-29）.
8. ↑  Ken G. Knight. . 澳大利亞國立大學. 澳大利亞傳記辭典. 1993  [2021-10-14]. （原始内容存档于2021-10-26） （英语）.
9. ↑  . 澳大利亞皇家飛行醫生服務.   [2021-10-14]. （原始内容存档于2018-04-13） （英语）.
10. ↑  . 澳大利亞皇家飛行醫生服務.   [2021-10-14]. （原始内容存档于2009-10-25） （英语）.
11. ↑  . 昆士蘭州政府.   [2021-10-14]. （原始内容存档于2019-12-02） （英语）.
12. ↑  . 昆士蘭州政府.   [2021-10-14]. （原始内容存档于2019-12-02） （英语）.
13. ↑  安娜·佈萊. . 昆士蘭州政府. 2009-06-10  [2021-10-14]. （原始内容存档于2017-05-25） （英语）.
14. ↑  . 昆士蘭商業領袖名人堂（英语：Queensland Business Leaders Hall of Fame）.   [2021-10-14]. （原始内容存档于2017-08-16） （英语）.

### 文獻
- John Ross.  2nd Edition. Viking Penguin Books. 1999. ISBN 9780670886067 （英语）.

## 外部連接
- 官方网站
- 澳大利亞內陸計劃藏品 （页面存档备份，存于）在澳大利亞國家圖書館網站上